# Финале Конкакафовог златног купа 2013.
Финале Златног купа Конкакафа 2013. је било 12. финале Златног купа Конкакафа, међународног шампионског турнира за Конкакаф, водеће тело у фудбалу у Северној и Централној Америци. Утакмица се одиграла 28. јула 2013. на Солџер филду у Чикагу, Илиноис, Сједињене Америчке Државе. Финале је било одиграно између репрезентација Сједињених Држава и Панаме.
Утакмица је била реванш финала Златног купа Конкакафа из 2005. године. Ово је био први пут од 2005. да финале Златног купа није укључивало Мексико.
Победом, Сједињене Државе су се пласирале у плеј-оф од једне утакмице одигране 10. октобра 2015. против шампиона Златног купа Конкакафа 2015, за који се испоставило да је Мексико. Победник плеј-офа би се квалификовао да представља Конкакафа на ФИФА Купу конфедерација 2017. у Русији.

## Пут до финала
| Репрезентација   | Ута | Поб | Нер | Изг | ГД | ГП | ГР  | Бод |
| ---------------- | --- | --- | --- | --- | -- | -- | --- | --- |
| Сједињене Државе | 3   | 3   | 0   | 0   | 11 | 2  | +9  | 9   |
| Костарика        | 3   | 2   | 0   | 1   | 4  | 1  | +3  | 6   |
| Куба             | 3   | 1   | 0   | 2   | 5  | 7  | −2  | 3   |
| Белизе           | 3   | 0   | 0   | 3   | 1  | 11 | −10 | 0   |

| Репрезентација | Ута | Поб | Нер | Изг | ГД | ГП | ГР | Бод |
| -------------- | --- | --- | --- | --- | -- | -- | -- | --- |
| Панама         | 3   | 2   | 1   | 0   | 3  | 1  | +2 | 7   |
| Мексико        | 3   | 2   | 0   | 1   | 6  | 3  | +3 | 6   |
| Мартиник       | 3   | 1   | 0   | 2   | 2  | 4  | −2 | 3   |
| Канада         | 3   | 0   | 1   | 2   | 0  | 3  | −3 | 1   |

### Сједињене Америчке Државе
Домаћин је добро почео на турниру, савладавши дебитанта Белиз са 6 : 1. Три гола постигао је нападач Крис Вондоловски у првом полувремену. У другој утакмици, САД су заостале након што је Хозе Сипријан Алфонсо извео центаршут и упослио Ариела Мартинеза који је постигао гол и довео репрезентацију Белиза у вођство. Након што је левог бека Едгара Кастиља саплео Иениер Маркез у надокнади другог полувремена, досуђен је пенал и Донован је постигао гол са беле тачке за резултат 1 : 1. Џо Корона је довео САД у вођство ударцем са ивице шеснаестерца у 57. минуту, а Вондововски је, ушавши као замена, додао још два гола, чиме је коначан резултат био 4 : 1. У финалној групној утакмици, репрезентација САД су се суочиле са Костариком како би одредиле победника групе. Једини гол на мечу постигао је резервни играч репрезентације САД Брек Ши у 82. минуту и тиме оверио прво место у групи.
У четвртфиналу, САД су се суочиле са Салвадором који се квалификовао као један од два најбоља трећепласирана тима. Дефанзивац Кларенс Гудсон довео је домаћине у вођство у 21. минуту. Голман Ник Римандо направио је две одличне одбране против Лестера Бланка и Ричарда Менџивара пре него што је Џо Корона постигао други гол за Сједињене Државе. Родолфо Зелаја је реализовао једанаестерац након што га је у 39. минуту фаулирао капитен САД Дамаркус Бизли за резултат од 2 : 1 са којим се отишло на одмор. Само неколико секунди након што је ушао, Еди Џонсон је главом погодио сам горњи угао гола у 60. минуту а Донован и Мик Дискеруд су додали још два гола, чиме су САД победиле са 5 : 1.
У полуфиналу су домаћини морали да савладају Хондурас да би се пласирали у финале. Еди Џонсон је постигао рани гол, а Донован је удвостручио предност у 27. минуту. У другом полувремену, ударац главом Нерија Медине донео је наду Хондурасу, али је Донован још једном постигао гол за 3 : 1. То је био и коначни резултат утакмице. Пред сам крај утакмице против Хондураса, амерички менаџер Јирген Клинсман је искључен због свађе око фаула над Дамаркусом Бизлијем, што је по правилу значило суспензију за један меч. Покушаји жалбе Фудбалског савеза САД били су неуспешни, САД су биле принуђене да замене Клинсмана са помоћником Андреасом Херцогом и скаутом Мартином Васкезом.

### Панама
Панама је изненадила на првој утакмици победивши актуелног шампиона Мексико. Габријел Торес је реализовао једанаестерац за 1 : 0 у 7. минуту након што је Раул Хименез оборио Алберта Кинтера у шеснаестерцу. Мексико је изједначио преко Марка Фабијана неколико секунди пре краја првог полувремена. Габријел Торес постигао је гол за победу у 48. минуту после центаршута Алберта Кинтера. У другом мечу против Мартиника Панама је морала дуго да чека на вођство. Када је Мартиник спао на десет људи због искључења Џекија Бердикса, Себастијен Кретиноар је фаулирао Хаира Хименеса у казненом простору. Поново је Габријел Торес постигао победоносни гол реализацијом пенала у 85. минуту. У последњој групној утакмици, скоро потпуно другачији тим одиграо је нерешено без голова против Канаде. Резултат је био довољан да Панама прође као победник Групе А.
У четвртфиналу, Панама је играла против Кубе, која је поразила Белиз са 4 : 0 и прошла као један од два најбоље трећепласирана тима. Панама је у почетку заостала када је Хозе Сипријан Алфонсо у 21. минуту искористио додавање Хаимеа Коломеа са петом. Међутим, када је кубански дефанзивац Ренаи Малбланче руком блокирао ударац Маркоса Санчеза у шеснаестерцу, судија Марк Гајгер је досудио пенал за Панаму. Још једном је Габријел Торес извео казнени ударац и дао гол за 1 : 1 само четири минута после кубанског гола. У 37. минуту, Торес је постигао још један гол, овог пута након додавања главом његовог суиграча Бласа Переса. У другом полувремену, Куба је десеткована након што је Аријел Мартинез искључен после оштрог прекршаја над Бласом Пересом. Панама је постигла још четири гола, чиме је остварен коначан резултат од 6 : 1.
У полуфиналу, Панама се поново суочила са браниоцем титуле Мексиком. Панама је рано повела голом Бласа Переса у 13. минуту, али је Луис Монтес средином првог полувремена изједначио за „Ел Три”. У 61. минуту капитен Панаме Роман Торес је главом дао гол и још једном довео свој тим у вођство. Овога пута је потрајало до последњег звиждука, упркос неколико добрих прилика за Мексиканце.

## Финале

### Резиме
Пре утакмице, суспендовани амерички селектор Јирген Клинсман је отпраћен у апартман у Солџер филду да одатле гледа меч. Током неких прекида између пауза на ФОКС-у, Клинсман је могао да се види како реагује на сваку пропуштену шансу Сједињених Држава. У 19. минуту, Стјуарт Холден је доживео угануће колена у судару са Албертом Кинтером, а заменио га је Микс Дискеруд. Једини гол на утакмици постигао је Брек Шеа у 69. минуту када је левом ногом убацио лопту у отворену мрежу из неколико центиметара након центаршута са десне стране Алехандра Бедоје који је прошао голмана Панаме Хаиме Пенеда. Ши је постигао гол након што је ушао у игру само као замена за Џоа Корона 42 секунде раније. Победа је донела Сједињеним Државама пети шампионат Златног купа.
| Сједињене Државе | 1 : 0    | Панама |
| ---------------- | -------- | ------ |
| Брек Шиа 69’     | Извештај |        |

| САД | Панама |

| GK                           | 1  | Ник Романдо        |       |     |
| RB                           | 15 | Мајкл Паркхерст    |       |     |
| CB                           | 25 | Мат Беслер         |       |     |
| CB                           | 21 | Кларенс Гудсон     |       |     |
| LB                           | 7  | Дамаркус Бесли (c) |       |     |
| CM                           | 14 | Кајл Бекерман      |       |     |
| CM                           | 11 | Стуарт Холден      |       | 23’ |
| AM                           | 20 | Алехандро Бедоја   | 63’   | 89’ |
| AM                           | 6  | Џо Корона          |       | 68’ |
| CF                           | 10 | Ландон Донован     |       |     |
| CF                           | 26 | Еди Џонсон         | 90’   |     |
| Замене:                      |    |                    |       |     |
| MF                           | 8  | Микс Дискеруд      |       | 23’ |
| MF                           | 23 | Брек Шиа           | 90+4’ | 68’ |
| DF                           | 24 | Омар Гонзалез      |       | 89’ |
| Селектор:                    |    |                    |       |     |
| Андреас Херцог Мартин Васкез |    |                    |       |     |

| GK                | 1  | Хаиме Пенедо             |       |     |
| RB                | 2  | Леонел Парис             | 90+1’ |     |
| CB                | 23 | Роберто Чен              |       |     |
| CB                | 5  | Роман Торес (c)          |       |     |
| LB                | 4  | Карлос Габријел Родригез |       |     |
| RM                | 8  | Маркос Санчез            |       |     |
| CM                | 6  | Габријел Гомез           |       | 74’ |
| CM                | 20 | Анибал Годој             |       |     |
| LM                | 19 | Алберто Квинтеро         |       |     |
| CF                | 7  | Блас Перез               |       |     |
| CF                | 9  | Габријел Торес           |       | 64’ |
| Замене:           |    |                          |       |     |
| MF                | 18 | Хаиро Хименез            | 90+4’ | 64’ |
| FW                | 16 | Роландо Блекбурн         |       | 74’ |
| Селектор:         |    |                          |       |     |
| Хулио Дели Валдес |    |                          |       |     |

| Помоћне судија: Хуан Франциско Зумба (Салвадор) Рикардо Морган (Јамајка) Четврти судија: Ебрико Вијнгард (Суринам) Пети судија: Ерменерито Леал (Гватемала) |

| centrado                   |
| Сједињене Америчке Државе  |
| Шампион · Сједињене Државе |
| 5. титула                  |

## Белешке
1. ↑  Селектор репрезентације САД Јирген Клинсман након суспензије од стране Конкакафа јер је био искључен због расправе око недосуђеног фаула над Дамаркусом Бизлијем у претходниј утакмици]]. Херцог и Васкуез су постављени као замена на финалном мечу као привремени селектори.